# یواس‌اس سوزان (اس‌پی-۵۱۰)
یواس‌اس سوزان (اس‌پی-۵۱۰) (به انگلیسی: USS Suzanne (SP-510)) یک کشتی بود که طول آن ۱۱۰ فوت (۳۴ متر) بود. این کشتی در سال ۱۹۰۸ ساخته شد.